# دلری (ویرجینیای غربی)
دلری (به انگلیسی: Delray) یک منطقهٔ مسکونی در ایالات متحده آمریکا است که در شهرستان همپشر، ویرجینیای غربی واقع شده‌است. دلری ۳۰۴ متر بالاتر از سطح دریا واقع شده‌است.